# قلب منی، روح منی
تو قلب منی، تو روح منی (به انگلیسی: You're My Heart, You're My Soul) نام آهنگی از نخستین آلبوم گروه آلمانی مدرن تاکینگ در سبک یوروپاپ است که در ۲۹ اکتبر سال ۱۹۸۴ منتشر شد.
این آهنگ در تاریخ ۲۱ ژانویه سال ۱۹۸۵ جز ۴۰ آهنگ برتر و ۲۸ ژانویه همان سال جز ۱۰ آهنگ برتر آلمان شده و ۵ هفته بعد از این تاریخ، نخستین آهنگ در جدول آلمان شده و به مدت ۶ هفته در این رتبه ماند. آهنگ تو قلب منی، تو روح منی با فروش ۸ میلیون نسخه‌ای، یکی از پرفروش‌ترین آهنگ‌های جهان است.
این آهنگ در سال ۱۹۹۸ دوباره منتشر شده و برای فروش بیش از پانصدهزار نسخه‌ای در کشور آلمان، گواهی‌نامه پلاتین را دریافت کرده‌است.

## رتبه آهنگ در جداول کشورها
| کشور (سال ۱۹۸۵) | بهترین رتبه |
| --------------- | ----------- |
| اتریش           | ۱           |
| بلژیک           | ۱           |
| فرانسه          | ۳           |
| آلمان           | ۱           |
| ایتالیا         | ۲۲          |
| هلند            | ۴           |
| نروژ            | ۳           |
| افریقای جنوبی   | ۲           |
| اسپانیا         | ۲           |
| سوئد            | ۳           |
| سوئیس           | ۱           |
| بریتانیا        | ۵۶          |